# ウシカメムシ
ウシカメムシ Alcimocoris japonensis はカメムシ目の昆虫の1つ。前胸の両側に目立った角状の突起がある。

## 特徴
体長8～9mmの昆虫。体は全体に淡黄色だが一面に黒い細かな点刻があり、そのために一見では全体に暗褐色をしているように見える。頭部は黒褐色の地色に中央に縦に走る筋状の斑紋と複眼の内側に並ぶ小さい斑紋は黄褐色である。触角は全体に暗褐色で、5節からなり、第1節が一番短い。前胸背はその前半がほとんど垂直に前下方に傾いており、両側は著しく突出して角状突起になっており、その先端は斜めに断ち切られたような形でそのまた先端がやや後方に向かっている。垂直になった前胸背の前半部を前から見るとその前の縁と両端の部分が顕著な黄白斑紋となっている。小楯板は大きく、その基部の両側にはっきりした白い斑紋がある。前翅の先端の透明部はその先端が腹部末端に届く。この膜質部は淡褐色を帯びる。体の下面は黄褐色で、黒く粗い点刻がまばらにあり、正中線上には黒の縦条模様がはっきり見られる。歩脚は淡褐色。
和名の由来は明記されたものを見ていないが、川沢、川村(1975)には前胸両側の角状突起が『牛の角のよう』なのでこの名がついたのだろうとしている。

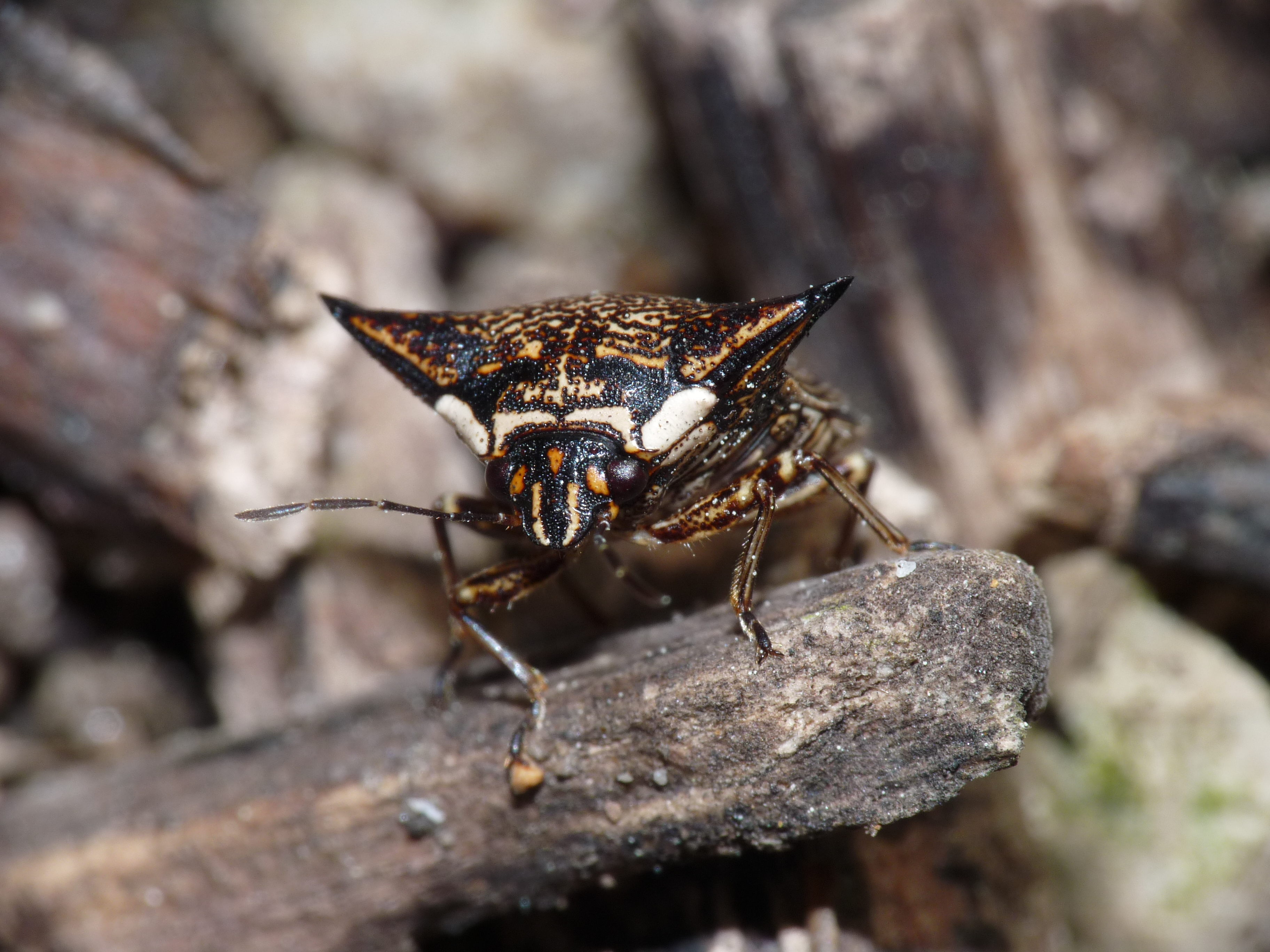
前から 頭部と前胸の前部分を示す。

- 前から
頭部と前胸の前部分を示す。

## 分布
日本では本州、四国、九州、奄美大島、沖縄島、石垣島、西表島、波照間島、与那国島から知られ、国外では台湾、朝鮮半島、中国に分布がある。なお、沖縄本島以南のものは本土産より一回り小型で、体側面と小楯板基部両側の斑紋が小さいなどの違いがあり、別種の可能性があるとも言う。
本種の分布に関してはKatsura & Miyatake(1993)がそれまでの記録をまとめて論じており、その分布域が亜熱帯から暖温帯であること、日本での分布は本州の南西域までで、それも海岸に近い暖地であり、具体的には太平洋岸では茨城県、日本海側では福井県までであること、おそらくは成虫の耐寒性が低いのだろうと言うことなどを指摘し、1月の平均気温が2℃の腺を引くと、これが本種の記録の範囲とよく一致することを示している。また著者らは近年の都市近郊の環境が耐寒性のない種の越冬に有利になったことから本種の発見が増えたのではないかとも述べている。
かつては希少種と見られていて石井他編(1950)には『頗る希な種』と記され、川沢、川村(1975)でも『ごくまれな種』とあるが、その後の図鑑等ではそのような記述は見られない。これはそれ以前には照葉樹林で少数しか発見されていなかったものが1990年頃より東京や大阪など都市部の公園での発生が報告されるようになったことも関わっているようである。もっとも新しいところでは野澤(2016)でも本種を紹介したところで『数は少ないカメムシ』としてあるので、現在も普通に見られるものというわけではないようである。

## 生態など
アセビ、シキミ、サクラ、ヒノキなどで見られ、ナツミカンで吸汁していることもある。ただし本種の生活史について報告したKatsura & Miyatake(1993)ではアラカシとウバメガシの2種のみ名前が挙がっている。
上記のようにかつては森林にのみ見られる希少種であったが、その後都市公園などで見られるようになり、生活史などもかなり明らかになった。以下は大阪での調査結果である。
- 卵：大きさは長さ1.15mm、幅0.93mm で、球形に近い楕円形をしており、当初は白いが孵化寸前になると褐色の模様やegg-bursterが見えるようになる。表面はなめらかで蓋は高さ0，2mm、25個の小さな突起が周囲に並んでいる。卵はある程度まとめて産まれ、その数は2～20個だが普通は9か10個、やや不規則に集まっている。
- 第１齢：体長は1.3～1.5mm、前胸の幅は1.2mm。側面から見るると半球形をしている。眼は赤褐色で、頭部、胸部、腹部の中央部と両側面は黒、腹部のそれ以外の部分は赤。前胸部の側面は突出していない。歩脚は黒で跗節だけは黄色い。体側面と歩脚には細長い毛が生えている。
- 第2齢：大きさは体長1.7～1.9mm、体幅は最大で1.8mm。やや五角形をしている。眼は暗赤褐色で頭部と胸部は暗褐色で、胸部三節ともに側面に鋭い鋸歯がある。前胸部の両側前半、中胸部の両端、後胸部の両端から後縁にかけて乳白色となっている。腹部はおおむね赤。
- 第3齢：大きさは体長が4.8mm、最大幅は4.2mm。全体として楕円形。頭部と胸部、それに腹部の中央の背板は暗褐色。前胸部の側面の突起はこれまでより明確になる。また前胸部と中胸部の側面にある鋸歯は2齢時より多く、しかし細かくなる。翅芽は中胸部側面側の後端に認められるが、後胸の背板を超えない。前胸と中胸に黄色い丸い紋や横長の紋がある。腹部はおおむね乳白色。
- 第4齢：大きさは体長が5.5mm、幅は前胸部で4.7mm。概形は第3齢にほぼ同じだが、やや横幅が広くなっている。色彩もほぼ3齢と同じで、前胸部と中胸部の背面に模様がより強く出る。翅芽はさらに発達し、後胸部を超える。
- 第5齢：体長は5.8～6.2mmに、前胸部の横幅は6.9mmになる。概形はほぼ逆三角形になる。おおむね暗褐色で、黄色の斑紋はより顕著になる。前胸部両側の突起はよく発達し、そのために体長より体幅の方が大きくなっている。翅芽はさらによく発達して後方に突き出す。

本種の生活史に関しては次のようにまとめられている。
成虫はほぼ周年にわたってアラカシやウバメガシなどの上に見られる。春と秋に多く見られ、冬にもよく見られるが真夏には減少する。越冬した成虫は3月末には宿主上で活発になり、交尾が行われ、5月から6月に産卵が始まる。成長には1ヶ月ないし2ヶ月を要し、最初の世代の成虫は6月から7月に出現する。それらはまた交尾、産卵を行う。第2世代の成虫は9月から10月に出現し、11月より越冬に入る。つまり年間に2世代を重ねる。
ただし、これは大阪での2年ほどの記録を中心にしたものであり、より複雑な生活史が隠されている可能性があるかもしれないと著者らは述べている。

## 分類、類似種など
本種の所属する属、およびその上位である族においても日本では本種のみとされている。
類似する種はいない。本種は他の部分はともかく、前胸部の両側に突き出す角状の突起がとにかく目立ち、一目で本種と判別出来る。ちなみに野澤(2016)では本種を「カメムシらしいカメムシ」という項で取り上げられており、本種は小さいながらも「存在感のある格好いいカメムシ」であるといい、5齢でもすでにこの角が発達しているためにはっきり区別出来る、としている。

## 利害
上記のようにナツミカンから吸汁することがあり、またヒノキにもつくことから害虫と言えば言えるが、実際の被害は取るに足りないものであるらしく、それらにつく種として名前は挙がっているが、それ以上に取り上げられてはいない。